# Parafia św. Paraskiewy w Samborzu
Parafia św. Paraskiewy – parafia prawosławna w Samborzu, w dekanacie Wrocław diecezji wrocławsko-szczecińskiej.
Na terenie parafii funkcjonuje 1 cerkiew:
- cerkiew św. Paraskiewy w Samborzu – parafialna

## Historia
Pierwszymi wyznawcami prawosławia w Samborzu byli Łemkowie przesiedleni w ramach akcji „Wisła”, głównie ze wsi Czyrna. Samodzielną parafię w Samborzu wydzielono w 1954 z parafii Zwiastowania Bogurodzicy w Malczycach. Przyczyną były trudności w dojazdach na nabożeństwa. W związku z brakiem możliwości finansowych budowy świątyni, zaadaptowano na cerkiew poewangelicką kaplicę domową. Patronką parafii i cerkwi obrano św. Męczennicę Paraskiewę, ponieważ cerkiew w Czyrnej była właśnie pod wezwaniem tej świętej. Pierwsze nabożeństwo w cerkwi w Samborzu zostało odprawione przez ks. Stefana Bieguna 7 kwietnia 1954; zgromadziło ono około 70 osób.
W 2015 rozpoczęto budowę wolnostojącej cerkwi. Do września 2016 świątynia została wzniesiona (pozostało tylko skompletowanie wyposażenia wnętrza); 18 września celebrowano w niej pierwszą Liturgię. W 2017 r. trwała budowa domu parafialnego.
2 czerwca 2018 r. arcybiskup wrocławski i szczeciński Jerzy dokonał poświęcenia cerkwi.
Boskie Liturgie służone są w cerkwi co drugą niedzielę i w większe święta.

## Wykaz proboszczów
- 1954–? – ks. Stefan Biegun
- 1985–2006 – ks. Michał Szlaga
- – ks. Lubomir Worhacz
- – ks. Igor Habura (obecnie)